# 천안개방교도소
천안개방교도소(天安開放矯導所, 영어: Cheonan Open Prison)는 대한민국의 교도소이다. 충청남도 천안시 서북구 신당새터1길 1에 위치하고 있다.

## 연혁
- 1988년 11월 30일: 천안개방교도소 설치

## 조직
소장
- 총무과
- 보안과
- 직업훈련과
- 사회복귀과
- 복지과
- 의료과

## 같이 보기
- 개방교도소(en:Open prison, open jail)